# Herrarnas stafett i short track vid olympiska vinterspelen 2014
Herrarnas stafett på 5 000 meter i short track vid olympiska vinterspelen 2014 hölls i anläggningen Iceberg skridskopalats, i Sotji, Ryssland den 13 och 21 februari 2014. Semifinalerna kördes den 13:e och finalen den 21:a. .

## Medaljörer
| Spel                          | Guld                                                                      | Silver                                                    | Brons                                             |
| Herrarnas stafett 5 000 meter | Ryssland Semjon Jelistratov Vladimir Grigorjev Viktor Ahn Ruslan Zacharov | USA Eddy Alvarez J.R Celski Chris Creveling Jordan Malone | Kina Chen Dequan Han Tianyu Shi Jingnan Wu Dajing |

## Schema
Alla tider är i (UTC+4).
| Datum       | Tid   | Omgång    |
| ----------- | ----- | --------- |
| 13 februari | 15:31 | Semifinal |
| 21 februari | 14:00 | Final     |